# Octospora roxheimii
Octospora roxheimii är en svampart som beskrevs av Dennis & Itzerott 1973. Octospora roxheimii ingår i släktet Octospora och familjen Pyronemataceae.  Arten är reproducerande i Sverige. Inga underarter finns listade i Catalogue of Life.